# 探偵オペラ ミルキィホームズ 2
『探偵オペラ ミルキィホームズ 2』（たんていオペラ ミルキィホームズ ツー、英語：Detective Opera Milky Holmes 2）は、2012年8月23日に日本のブシロードからPlayStation Portable用ソフトとして発売されたアドベンチャーゲーム。

## 概要
ブシロードが展開するメディアミックス企画「Project MILKY HOLMES」が展開する作品群のひとつとして製作された。作品群のなかには、漫画、小説、ブラウザゲーム、カードゲーム、テレビ番組、ラジオ番組など多くの種類が存在するが、ゲームはそのなかでも原作として位置づけられている。
前作での主人公は探偵養成機関の指導教官「小林オペラ」であったが、本作では主人公を交代させ、別のキャラクターを新たな主人公に据えている。
バージョンとしては、「限定版1.5有」、「限定版1.5無」、「通常版」、「PS Storeダウンロード版」の4つが存在する。「1.5無」「1.5有」とは、前作のエクストラ版である『探偵オペラ ミルキィホームズ 1.5』の同梱の有無を示している。いずれのバージョンも2012年8月23日に発売である。

## 評価
『週刊ファミ通』の2012年8月23日・30日合併号では、「前作と同様のシステムだが、キャラクターがよく喋りアニメを見ている様にプレイが出来る。」と評された。

## ストーリー・設定

### 世界観
怪盗と探偵が、トイズと呼ばれる能力を互いに駆使して戦う「大探偵時代」が舞台である。「偵都ヨコハマ」に設立された探偵養成機関「ホームズ探偵学院」に入学した生徒たちが、探偵チーム「ミルキィホームズ」を結成し成長していく。

### 登場人物
ストーリーは、探偵を目指し「ミルキィホームズ」を結成した「シャーロック・シェリンフォード」、「譲崎ネロ」、「エルキュール・バートン」、「コーデリア・グラウカ」を中心に展開される。前作での主人公はミルキィホームズの指導教官「小林オペラ」であったが、本作では新キャラクター「エラリー姫百合」が登場し、主人公を担当する。なお、新キャラクターの表記については、当初「ヒラリー姫百合」と報じていたマスメディアもあったが、後日、Project MILKY HOLMESから「エラリー姫百合」の誤植である旨が公式アナウンスされている。

## スタッフ
開発は前作『探偵オペラ ミルキィホームズ』に引き続きアートディンクが行った。製作総指揮・原案は、Project MILKY HOLMESを立ち上げた木谷高明が担当する。木谷は当時ブシロードの社長であり、このメディアミックス企画の発案者でもある。メインキャラクターデザインは、EDEN'S NOTESのたにはらなつきが担当する。木谷やたにはららは前作より引き続き続投するが、他のメインスタッフの一部は交代している。
- 制作総指揮・原案 - 木谷高明
- 企画・原作 - ブシロード、クロノギアクリエイティヴ
- メインキャラクターデザイン - たにはらなつき
- シナリオ - 山根直樹
- アニメーション - J.C.STAFF
- サウンド - モナカ

## 主題歌
オープニングテーマ「プロローグは明日色」
作詞 - こだまさおり / 作曲・編曲 - 森慎太郎 / 歌 - ミルキィホームズ
最終話オープニングテーマ「Whodunit night?」
作詞 - 畑亜貴 / 作曲 - クボタシンゴ / 編曲 - 高田暁 / 歌 - SV TRIBE（美郷あき、遠藤正明、きただにひろし）
エンディングテーマ「バイバイエール!」
作詞 - こだまさおり / 作曲・編曲 - 原田アツシ / 歌 - ミルキィホームズ